# Synagogue de Bad Neuenahr (1901-1938)

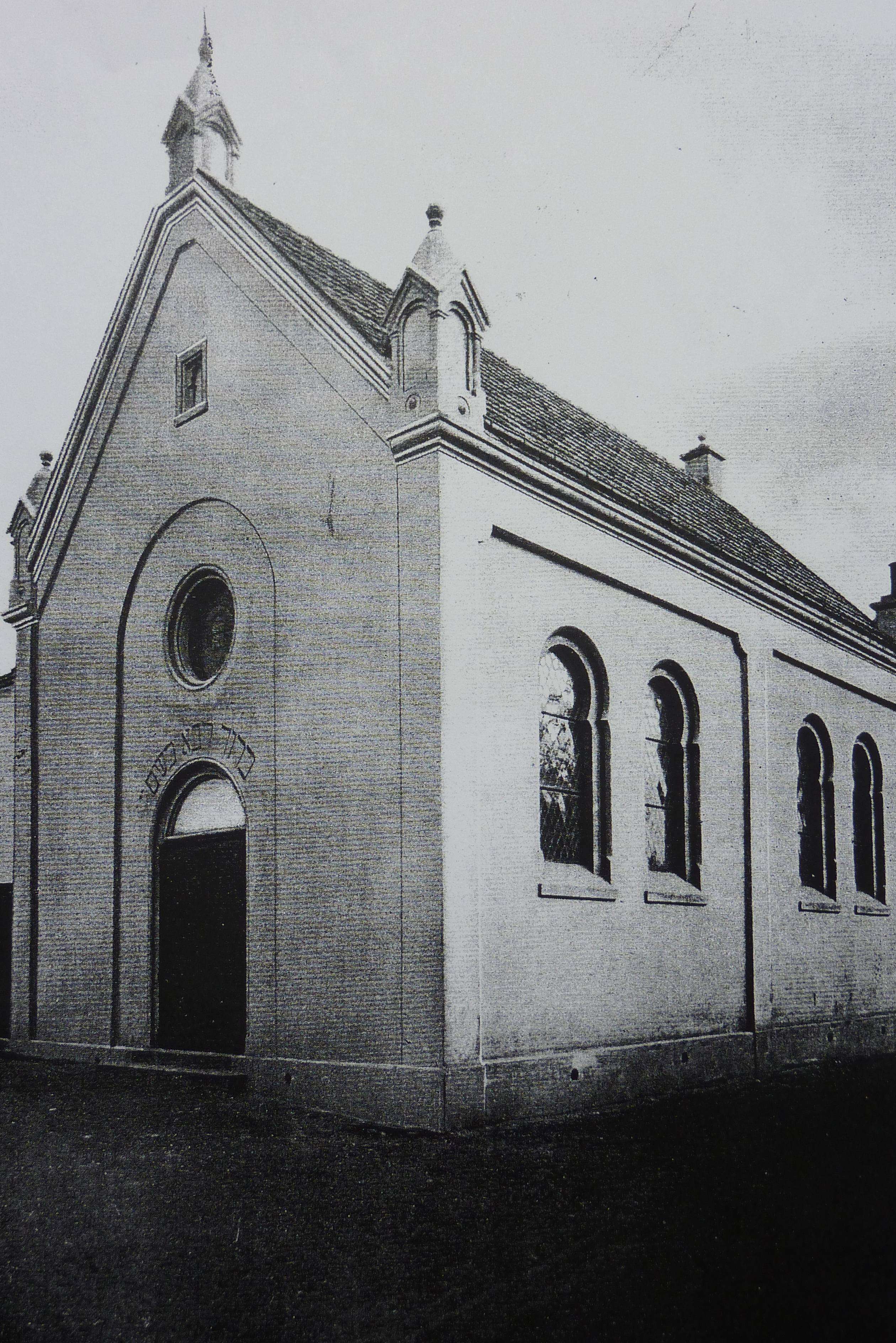
La synagogue de Bad Neuenahr

La synagogue de Bad Neuenahr construite en 1901 selon les plans de l'architecte de Neuenahr, Heinrich Schmitz, a été incendiée pendant la nuit de Cristal en 1938, comme la plupart des synagogues et lieux de culte juif en Allemagne.
Bad Neuenahr est une ville de cure thermale dans le nord du land de Rhénanie-Palatinat, en Allemagne. Elle a fusionné en 1969 avec la localité de Ahrweiler. Située dans la vallée de l'Ahr, à 45 km au nord-ouest de Coblence, la ville compte actuellement un peu plus de 25 000 habitants

## Histoire de la communauté juive
Une communauté juive a existé jusqu'en 1942 à Bad Neuenahr, ville formée en 1875 à partir des villes de Beul, Hemmessen et Wadenheim. Les Juifs ont vécu à Wadenheim au xvie siècle : en 1618, une prairie est ici appelée längs der Judengasse (le long de la ruelle des Juifs). En 1654, un document mentionne un vignoble hinter der Judengass (derrière la ruelle des Juifs).  Hirz le Juif aurait vécu à Wadenheim jusqu'en 1629. Jonas Schay, fils de Jud Aaron (Hemessen), négociant en vin vit à Wadenheim de 1672 jusqu'à 1699.  
Au XVIIIe siècle, certains Juifs peuvent s'installer à Heimersheim, située à 5 km à l'est. En 1808, il y a 15 habitants juifs, en 1858 ils sont 37. Initialement, ils dépendent de la communauté juive de Sinzig fondée en 1843 et située à environ 10 km. Á partir de 1848, une salle d'une auberge d'Heimersheim est aménagée en petite salle de prière.
Ce n'est qu'après 1860 qu'une famille juive, la famille Gottfried Borg, s'installe à Wadenheim. Après l'arrivée de plusieurs familles juives dans la ville de Neuenahr, créée en 1875, dont certaines originaires de Heimersheim, une communauté synagogale est fondée à Neuenahr, approuvée le 13 septembre 1895 par le président du district de Coblence.  Les statuts de la communauté synagogale de Neuenahr du 27 octobre 1895, sont également confirmés par le président de la province de Rhénanie le 21 mars 1896. Ils comprennent au total 110 paragraphes, Cette communauté comprend les personnes juives vivant jusque-là à Wadenheim et Heimersheim. On compte alors, lors du recensement du 2 décembre 1895, 44 résidents juifs à Neuenahr et 13 à Heimersheim. Dans les décennies qui suivent, la vie communautaire est largement déterminée par la situation de la station thermale en plein essor. Vers 1900, plusieurs hôtels et sanatoriums avec des propriétaires et des médecins juifs sont fondés. Ainsi, au cours des années suivantes, de nombreux curistes juifs de toute l'Allemagne et même de l'étranger se rendent à Bad Neuenahr pour un séjour thermal.

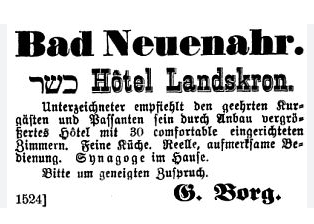
Hôtel Landskron
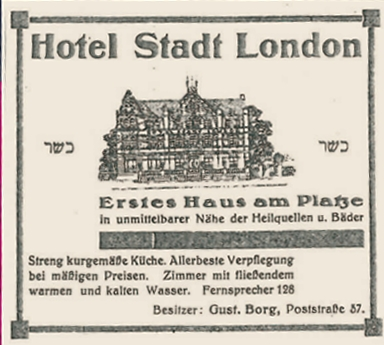
Hôtel Stadt London

En mai 1910, un hôpital israélite pour les patients israélites pauvres est ouvert dans la ville,,, grâce à une association fondée en 1898, qui collecte les fonds nécessaires à cet établissement. 
Comme les hôtels et autres établissements juifs existants attirent de nombreux curistes juifs allemands et étrangers, la ville devient rapidement la cible de la propagande antisémite. Le journal juif Allgemeine Zeitung des Judentums dénonce un article publié par la presse antisémite: 
« La Deutsche Hochwacht est l'une des feuilles antisémites les plus mensongères. Le 14 juillet, elle publie la note suivante : « Bad Neuenahr (Rhénanie). Ici, les nombreux curistes juifs ont eu l'audace d'exiger de la direction des thermes, qu'elle supprime le choral avec lequel l'orchestre de la station thermale commence le concert du matin (Ein' feste Burg'). Mais la direction a répondu que ces « messieurs » pouvaient quitter la station thermale pendant le choral. Dans cette région ultra-catholique, où l'on voit tant de gros manteaux noirs qui veulent maigrir… le Juif peut tout faire; et Bad Neuenahr regorge de Juifs, et même de nombreux Juifs russes…». Voilà ce que dit le journal antisémite… Le communiqué de la Deutsche Hochwacht est une pure invention. Je l'ai présenté à Monsieur Rütten, le directeur de la station thermale. Celui-ci m'a déclaré qu'aucune demande de ce genre ne lui avait jamais été adressée, ni maintenant ni avant - il est ici depuis 1893 - et que personne ne s'était jamais adressé à la direction pour quelque chose de similaire.  - Il est peu probable que la Deutsche Hochwacht fasse un jour honneur à la vérité »

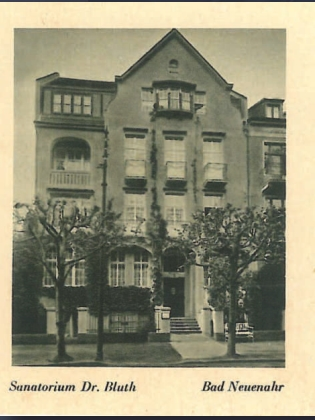
Le sanatorium du Dr Bluth

Sur les 24 médecins établis à Neuenahr en 1911, six, soit un quart, sont juifs et leur nom figure également dans le registre des impôts cultuels de la communauté synagogale de Neuenahr pour 1909 : Dr. Joseph Weidenbaum, Dr. Berthold Wendriner, Dr. Albert Goldberg, Dr. Karl Mosheim, Dr. Ernst Rosenberg et le dentiste Julius Dresel. Le Dr. Friedrich Bluth, conseiller sanitaire qui dirige un sanatorium pour diabétiques à Neuenahr, d'origine juive, mais converti au protestantisme au début du siècle rejoint le programme thermal de Neuenahr en 1936 aux côtés des Dr. Rosenberg et Dr. Simon répertoriés dans la section spéciale Médecins non aryens.
Lors de la Première guerre mondiale, la communauté juive perd au front trois de ses membres.    

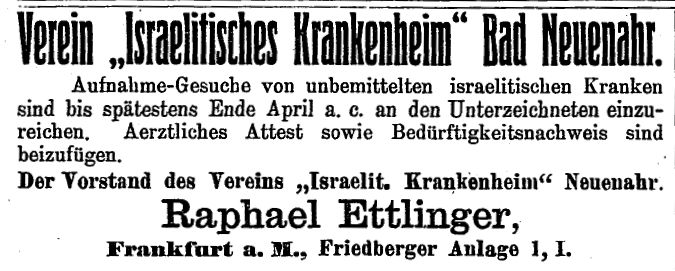
Annonce de l'Association de l'hôpital israélite

Vers 1925, alors que la communauté juive de Neuenahr compte environ 65 personnes soit 1,3% de la population totale d'environ 5 000 personnes, le conseil d'administration de la synagogue comprend MM. M. Gottschalk (Heimersheim), M. Voos, H. Wolff, L. Wolff et A. Borg. A cette époque, les sept résidents juifs vivant encore à Heimersheim appartiennent également à la communauté de Neuenahr. Ils seront 10 en 1932. 
En 1932, le conseil communautaire comprend: le chimiste R. Wolff, le Dr. M. Goldberg et M. Voos. Le rabbin Dr. B. Wolf de Cologne prend en charge l'encadrement religieux de la communauté. M. Silbermann est l'enseignant et le hazzan (chantre); Il donne une instruction religieuse à 12 enfants juifs d'âge scolaire au cours de l'année scolaire 1932-1933. Parmi les associations juives, il y a la Verein Israelitisches Krankenheim (Association de l'hôpital israélite) ainsi que la Jüdischer Jugendbund (Union de la jeunesse juive) avec un programme culturel varié. 
En 1933, à l'arrivée au pouvoir d'Hitler, 96 Juifs vivent à Bad Neuenahr. Après 1933, les mesures anti-juives frappent très durement les personnes vivant et travaillant à Bad Neuenahr. Beaucoup sont bientôt contraintes d’émigrer en raison de la détérioration rapide de la situation économique. Lors de la nuit de Cristal en novembre 1938, la synagogue est profanée et incendiée.   
Les résidents juifs restés à Bad Neuenahr sont regroupés à l'Hôtel Stadt London. Fin juillet 1942, ils doivent quitter Bad Neuenahr et sont déportés vers la Pologne occupée via la gare intermédiaire de Coblence. 
Le mémorial de Yad Vashem de Jérusalem et le Gedenkbuch - Opfer der Verfolgung der Juden unter der nationalsozialistischen Gewaltherrschaft in Deutschland 1933-1945 (Livre commémoratif – Victimes des persécutions des Juifs sous la dictature nazie en Allemagne 1933-1945) répertorient 55 habitants nés, ou ayant vécu longtemps à Bad Neuenahr parmi les victimes juives du nazisme.
Le 19 avril 2012, 30 Stolpersteine (pierres d’achoppement) sont posées à Bad Neuenahr en huit endroits de la ville pour commémorer les victimes juives de l’ère nazie. Douze autres sont posées le 10 avril 2013 à Bad Neuenahr et Heimersheim. Le 12 novembre 2014, 20 pierres d'achoppement sont posées à Ahrweiler, et 10 autres au printemps 2015.  

## Histoire de la synagogue
La première famille juive à s'installer à Bad Neuenahr (ou à l'époque : Wadenheim) en 1860, la famille Gottfried Borg, fonde la même année l'hôtel Landskron (plus tard le Bergischer Hof). Une salle de prière est aménagée dans cet hôtel en 1866 pour célébrer les offices religieux,,. Cependant, de nombreux curistes juifs de Bad Neuenahr continuent à assister aux offices religieux à Ahrweiler. L'ancienne synagogue d'Ahrweiler, qui a échappé à la destruction pendant la période nazie, accueille actuellement des évènements culturels et abrite un petit musée juif qui possède un parokhet (rideau de l'Arche Sainte) de 1882, offert par des curistes juifs.
Après la fermeture vers 1870 de la salle de prière d'Heimersheim, installée depuis 1848, les rouleaux de la Torah sont amenés d'Heimersheim à la salle de prière de l'hôtel Landskron.
Dans les années 1890, après l'ouverture d'une belle synagogue à Ahrweiler, les Juifs de Bad Neuenahr souhaitent également construire une synagogue. Lors d'une assemblée convoquée à cet effet le 20 novembre 1898, la question de savoir s'il est nécessaire ou souhaitable de construire une synagogue à Neuenahr est débattue. L'assemblée adopte sans objection une résolution proposée par le président, le Dr. Josef Weidenbaum, indiquant : « Il est dans l'intérêt de la communauté d'assurer à la communauté synagogale un terrain approprié pour la construction de la synagogue en raison de l'augmentation de la valeur foncière à Neuenahr ». Le 27 juin 1899, la communauté juive de Bad Neuenahr signe devant le notaire Jacob Franz Bremus d'Ahrweiler le contrat d'achat d'une propriété sur la Kreuzstrasse pour la somme de 3 600 marks à la veuve Servaz Groß. Cet achat ne doit être payé ni par des cotisations ni par la souscription d'un emprunt, mais uniquement par les dons volontaires des membres de la communauté et des curistes. La veuve Groß vend non seulement la maison avec sa cour située dans la Kreuzstrasse, mais aussi une étable, une porcherie et un jardin, soit un total de 622 mètres carrés de propriété. Selon le contrat, 1 600 marks ont déjà été payés lors de la vente, et le reste étant dû au plus tard le 1er juillet 1899.
Le 17 avril 1901, le conseil de la synagogue écrit au président du district annonçant la volonté de la communauté d’édifier une synagogue, mais, ne disposant pas des fonds nécessaires pour une telle entreprise, elle veut dans un premier temps se contenter de construire un bâtiment provisoire, c'est-à-dire une salle dans laquelle pourront se dérouler les offices religieux ainsi que l'instruction religieuse pour les enfants. Ce bâtiment sera construit de manière à s'insérer dans le cadre d'une construction ultérieure complète d'une synagogue. Le coût de 8 000 marks prévu pour ce bâtiment et son mobilier sera financé par un prêt de 5 000 marks de la Landesbank de la province de Rhénanie et le solde de 3 000 marks par l’émission de certificats d'investissement de 100 marks achetés par les membres de la communauté. Les autorités approuvent la demande de construction estimant que la situation financière des membres de la communauté est jugée bonne. Le conseil régional néanmoins insiste sur un plan de financement clair. 
En mars 1901, l'architecte et entrepreneur de Neuenahr, Heinrich Schmitz, consent à faire des concessions financières à la communauté de la synagogue et réduit le coût de construction, estimé initialement à 6 660 marks, à 6 000 marks. Les problèmes de financement se trouvent plus faciles à surmonter. Ce n’est pas le bâtiment provisoire, mais la synagogue complète qui est construite en quelques mois, bien que la communauté juive ait décidé de modifications structurelles le 9 juin 1901 et ai approuvé 2 000 marks supplémentaires pour cela.
« … Maintenant, j'ai le plaisir d'annoncer que la construction d'une synagogue a commencé et que l'inauguration aura également lieu au cours de la saison. Il y aura également une fête, le lundi de Pentecôte, dont les bénéfices serviront à couvrir les coûts de construction de la synagogue. Ceux qui souhaitent soutenir une bonne cause devraient venir ici, je recommande particulièrement le célèbre hôtel Adolf Oster zur Landskron.  »
Le 1er août 1901, le conseil d'administration de la communauté synagogale informe le bureau du bourgmestre de Neuenahr que le gros œuvre de la synagogue est terminé et que la visite de l’inspecteur des bâtiments est demandée. Comme d’après la communauté, aucuns travaux intérieurs autre que le plâtrage du sol et des murs ns sont requis, la réception pourra également être considérée comme la réception définitive. Cependant, le 7 août 1901, l’inspecteur des bâtiments, le maître d'œuvre Peter Rech de Neuenahr, chargé du contrôle, écrit au bourgmestre:  
« … je n'ai pas pu réceptionner le gros œuvre de la synagogue ici, parce que le revêtement du sol et des murs etc… est déjà terminé et que je ne peux donc pas évaluer la construction. J'ai seulement pu constater que la construction n'a pas été réalisée selon le plan approuvé. Le nouveau bâtiment est plus long et plus haut, il a plus de fenêtres et un plafond voûté au lieu d'un plafond à poutres droites, comme prévu dans le plan. Les toilettes sont agrandies et placées différemment, l'escalier est modifié et la construction n'est pas aménagée comme le montre le plan. Il serait donc souhaitable qu'un nouveau plan soit établi en fonction de la nouvelle construction, qu'il soit ensuite examiné et que la construction soit révisée sur cette base. Comme il s'agit d'une construction publique, il serait d'intérêt général d'inciter le maître d'ouvrage à le faire. »
Le 14 août 1901, le bourgmestre Faulhaber reçoit la réponse suivante de l'architecte Heinrich Schmilz : « A la demande du conseil de la communauté juive locale, le bâtiment a été rallongé d'environ 1,50 mètre et un léger plafond en lattes de forme elliptique a été installé au lieu du plafond horizontal prévu. De petites modifications ont également été apportées à l'installation des toilettes. On a omis de les signaler au bureau du bourgmestre. Ces modifications sont maintenant reportées sur les plans de construction et je vous prie de bien vouloir faire procéder à la réception par la police des constructions ». Le plan de construction corrigé porte une note de contrôle datée du 16 août 1901, soit exactement le jour où les juifs de Neuenahr inaugurent leur nouvelle synagogue. Le 19 août 1901, le certificat de réception finale pour la construction de la synagogue est finalement délivré.

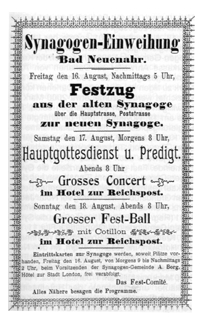
Programme de l'inauguration de la synagogue

### Inauguration de la synagogue
Le gros œuvre étant achevé la communauté décide de procéder à l’inauguration de la synagogue le vendredi 16 août 1901. La consécration du bâtiment est effectuée par le rabbin de Cologne Dr. Ludwig Rosenthal:
« Inauguration de la synagogue
Étant donné que les travaux de la nouvelle synagogue ont pris beaucoup de retard au cours de la semaine dernière, on ne pouvait pas s'attendre à ce que d'ici vendredi après-midi, tout soit suffisamment prêt pour que l'inauguration ait lieu comme prévu. Cependant, un zèle redoublé et des mains actives ont réussi à y parvenir, et à la surprise générale, la maison de Dieu a non seulement été achevée à l'heure convenue et tous les travaux ont été exécutés dignement, mais elle a également été décorée de manière judicieuse et appropriée pour la célébration.
Le vendredi après-midi, à 17 heures,… la procession, conduite par un orchestre, est partie de la salle de prière précédente de la Jesuitenstrasse. Des enfants vêtus de blanc marchaient devant, formant une couronne de guirlandes autour de la porteuse de la clé ; puis les trois membres les plus âgés de la communauté sont venus avec les trois rouleaux de la Torah décorés; puis suivaient le rabbin, Dr. Rosenthal de Cologne avec Mr. Vogel le chantre d'Ehrenfeld, puis l'adjoint au maire, Mr. le conseiller médical Wilhelm Niessen, le pasteur Plester et le maître d'œuvre ; enfin le conseil d'administration de la communauté, suivi d'un grand cortège de participants à la fête, parmi lesquels les rabbins Steckelmacher de Mannheim et Blumenstein du Luxembourg. L'imposant cortège se dirigea dans le calme le plus solennel vers la nouvelle synagogue en empruntant la rue principale, la rue de la poste et la rue du district, toutes décorées pour l'occasion et densément occupées des deux côtés par des spectateurs formant une haie. Une fois sur place, Après un bref prologue, la porteuse de la clé, Mlle Henriette Vos, a remis la clé au rabbin Rosenthal, qui les a ensuite remises à l'adjoint au maire:  « Monsieur le conseiller médical, en votre qualité de représentant de monsieur le maire, je vous remets la clé de ce nouveau lieu de culte. Puissiez-vous l'ouvrir pour signifier que cette synagogue construite à Bad Neuenahr sera toujours sous la protection active des autorités locales. Puissiez-vous l'ouvrir et en même temps manifester l'excellente relation qui relie ici les confessions locales. Puissiez-vous en faire une entrée bénie et une sortie bénie pour tous ceux qui entreront dans ce lieu de culte. Que Dieu soit au plus haut des cieux ».
Le Dr. Niessen prit la clé et ouvrit la porte après avoir dit : « … Puisse la nouvelle maison de Dieu être un lieu de bénédiction pour la communauté israélite locale : puisse-t-elle être un lieu d'unité et de paix. C'est dans cet esprit que j'ouvre les portes ».
Tandis que la chorale entamait le chant Hoch tut euch auf! et que la synagogue était pleine à craquer, les porteurs des rouleaux de Torah et le rabbin se présentèrent devant l'Arche Sainte. Tous les regards se posèrent avec plaisir sur les formes agréables et les couleurs gaies de la maison de Dieu construite dans le style mauresque, notamment sur le mur est, particulièrement attrayant avec ses boiseries richement sculptées et ses fenêtres colorées. Après que le chœur d'enfants ait chanté le Ma Tovou, le rabbin a allumé la lampe éternelle et a placé les rouleaux de la Torah dans l'Arche sacrée….Après la prière de Min'ha, le rabbin Dr Rosenthal prononça le discours de consécration... Ce discours de consécration, qui a laissé la plus profonde impression sur toutes les personnes présentes, s'est terminé par une prière sincère pour le roi et la patrie, pour la communauté locale et israélite et pour la maison de Dieu nouvellement construite.
… Le samedi soir, une assemblée festive suivie d'un concert a eu lieu à l'hôtel « zur Reichspost », à laquelle ont également assisté le bourgmestre de Neuenahr, Monsieur Faulhaber, et son adjoint… »

### Description de la synagogue
La demande de permis de construire, signée par Abraham Borg, pour la construction d'une salle de prière sur le "Privatweg", accompagnée des dessins de construction, déposée le 18 mars 1901, sera corrigée en août 1901, à la suite des rapports d'inspection du comité consultatif technique et du maître d'œuvre du bâtiment Peter Rech de Neuenahr. 
Une condition imposée par la municipalité de Neuenahr, par décision du 28 décembre 1900, est que la synagogue soit construite à au moins 3 mètres en recul par rapport à la rue, qui prendra en 1901 le nom de ‘’Tempelstrasse’’.  
Selon la demande de permis de construire et les plans initiaux, la synagogue, dotée d'un toit en tuiles plates et de murs d'enceinte massifs, devait tout d'abord mesurer 10 m de long et 7 m de large à l'intérieur et avoir une hauteur libre de 5,25 m jusqu'au plafond plat initialement prévu. Plus tard, l'intérieur a été prolongé à 11,50 m, ce qui a permis d'obtenir une pièce de 80,50 m2. Au lieu d'un plafond plat, on a installé un plafond voûté, ce qui a permis d'atteindre une hauteur libre d'environ 7,80 m au milieu de la pièce. A l'entrée de la synagogue, se trouve la tribune pour les femmes de 7 m de large et 2,55 m de profondeur, accessible par un escalier en colimaçon situé dans une petite annexe de la synagogue, selon le plan de construction corrigé. Selon la demande de permis de construire initial, seul un escalier extérieur ouvert à côté de la synagogue était initialement prévu pour accéder à la tribune. Les murs latéraux ne devaient à l'origine mesurer que 5,50 m de haut et ne comporter que deux fenêtres chacun. Au lieu de cela, les murs latéraux ont été construits à 6 m de hauteur et dotés de quatre fenêtres côté Tempelstrasse, et de trois fenêtres de l'autre côté. Le chauffage indiqué dans la demande de permis de construire est un poêle d’appartement.
Contrairement à la synagogue d'Ahrweiler, celle de Bad Neuenahr est enduite de plâtre et peinte de couleurs vives. L'inscription en hébreu « Béni soit celui qui vient au nom de l’Éternel »  est inscrite au-dessus de l’entrée. Le chemin qui passe devant la synagogue de Bad Neuenahr reçoit le nom de Tempelstraße une fois la construction terminée.

### Litige avec l’architecte
Avec l'inauguration festive, la communauté juive de Neuenahr emménage dans sa nouvelle synagogue, mais l'architecte et entrepreneur Heinrich Schmitz n'a jusqu'alors pas reçu de paiement mais uniquement des remerciements pour le travail qu'il a accompli si rapidement. Le problème soulevé par la communauté, est qu’Il n’a pas reçu de commandes écrites claires avec des accords à prix fixe. Tout a été fait verbalement et l'architecte ne peut fournir aucune preuve. 
La facture pour la construction de la synagogue établie par l'architecte le 1er novembre 1901 s'élève à 8 672,12 marks. Le 25 février 1902, la communauté synagogale verse à Schmitz un montant partiel de 6 000 marks, tandis que le complément sera contesté jusqu'en 1905 et Schmitz devra intenter une action en justice pour essayer de récupérer le solde.  
Le 3 septembre 1904, l'architecte Heinrich Schmitz s'adresse au président du district, lui demandant d’intervenir pour que la communauté de la synagogue paie le montant restant de sa facture. Il écrit entre autres :
« :…En 1901, j'ai pris en charge la construction d'une nouvelle synagogue pour la communauté israélite locale, que j'ai également réalisée la même année. Le nouveau bâtiment devait être construit d'une manière très simple avec un plafond à poutres ordinaires selon le plan de construction que j'avais présenté et élaboré, pour un montant de 6 000 marks. Au début des travaux, le président ou le conseil d'administration de ladite communauté m'a demandé d'agrandir le nouveau bâtiment et de le doter d'une voûte au lieu du plafond plat à poutres et d'agrandir les toilettes. Plus tard, on m’a demandé de réaliser les travaux de maçonnerie et de stucage du nouvel autel de la synagogue, de niveler la zone extérieure et de la remplir de sable, de la clôturer et d'effectuer divers travaux pour la cérémonie d'inauguration. Le président et certains membres du conseil d'administration de la communauté m'ont expliqué que la communauté avait approuvé 2 000 marks pour ces travaux et que le reste devrait être réuni grâce à des collectes volontaires. Les plans de la construction agrandie et la demande de permis de construire ont été signés par le président et sont disponibles dans les dossiers de la mairie locale. La facture que j'ai soumise s'élevait initialement à 8 762,12 marks et a ensuite été corrigée à 8 894,38 marks avec les  intérêts. La communauté m'a alors versé 6 000 marks, puis a essayé de négocier le montant à la baisse et m'a finalement expliqué, après mes demandes répétées de paiement et mon action en justice pour le montant restant, que les membres du conseil d'administration de la communauté synagogal n'étaient pas tous d'accord avec la décision d'agrandir et de voûter le nouveau bâtiment. Le fait que la communauté ait été obligée de payer, ressort également de la lettre ci-jointe de leur avocat, le Dr. de Davidsohn, dans lequel la communauté m'a offert 2 000 marks supplémentaires en plus des 6 000 marks que j'avais déjà reçus. La communauté a récupéré l'argent manquant pour payer ma créance restante et l'a déposé à la caisse d'épargne (...). Je tiens humblement à dire que, dans l'espoir de pouvoir m'entendre amicalement avec la communauté, j'ai laissé provisoirement en suspens la procédure engagée. Je n'ai pas conclu de contrat écrit sur les modifications, mais le président m'a donné oralement l'ordre initial et l'ordre ultérieur. Il ne me convenait pas de demander si le conseil d’administration de la communauté avait mis de l’ordre dans ses livres ou ses résolutions. Les travaux supplémentaires ont effectivement été réalisés et le bâtiment est utilisé depuis presque trois ans par la communauté. Les fonds sont disponibles. J'ai besoin de mon argent pour mes affaires.
 Je me permets donc de prier très humblement le gouvernement royal de bien vouloir ordonner à la communauté synagogale locale de me verser le solde de ma facture dans les plus brefs délais.
 Respectueusement, Heinr. Schmilz, architecte. »
Il faudra attendre jusqu’au 12 février 1905 pour qu’un accord soit conclu entre l'architecte Schmilz et la communauté juive de Neuenahr.  L’accord est approuvé par le président du gouvernement du district le 19 mars 1905. Le coût final de la construction de la synagogue de Bad Neuenahr s'élèvera donc à 8 500 marks.

### Destruction de la synagogue
Lors de la nuit de Cristal du 9 au 10 novembre 1938, la synagogue est pillée puis incendiée par des SS de Wiesbaden et de Bad Neuenahr. Les ruines furent probablement démolies peu de temps après. Un immeuble d'habitation est construit sur une partie du terrain de la synagogue démolie. Il se situe sur la partie orientale du bâtiment de la synagogue, là où se trouvait l'Arche Sainte.  
Le 20 décembre 1938, le conseil municipal de Bad Neuenahr délibère sur le changement de nom de la rue à la demande du responsable nazi local de l'époque, Thür. La proposition de donner à la rue le nom du citoyen d'honneur de Neuenahr, Karl Brinkmann, décédé à l'époque, est rejetée, car on estime que cette rue n'est pas digne d'honorer un ancien camarade méritant du parti. Finalement, la représentation communale se prononce en faveur de la proposition du conseiller municipal Schneider de rebaptiser la « Tempelstraße » en « Wadenheimer Straße ».
En 1966, une plaque commémorative est placée sur la propriété pour rappeler la synagogue et la communauté juive :

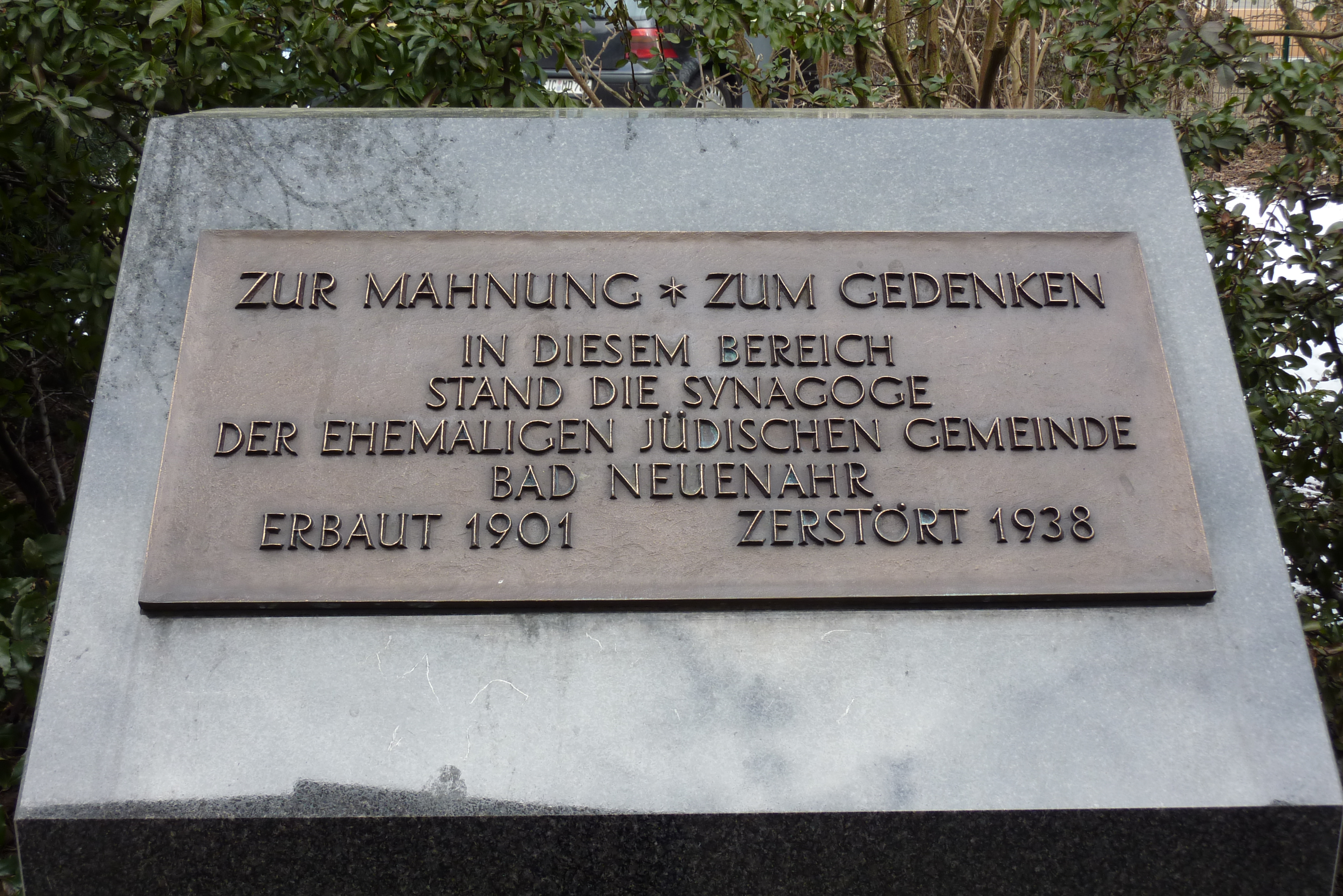
Plaque commémorative

«  Zur Mahnung     *     Zum Gedenken
In diesem Bereich stand die Synagoge
der ehemaligen jüdischen Gemeinde Bad Neuenahr
erbaut 1901     -        zerstört 1938
(Pour se souvenir * Pour commémorer
Dans ce secteur se trouvait la synagogue
de l'ancienne communauté juive de Bad Neuenahr
construite en 1901   -  détruite en 1938) »